# KH-6

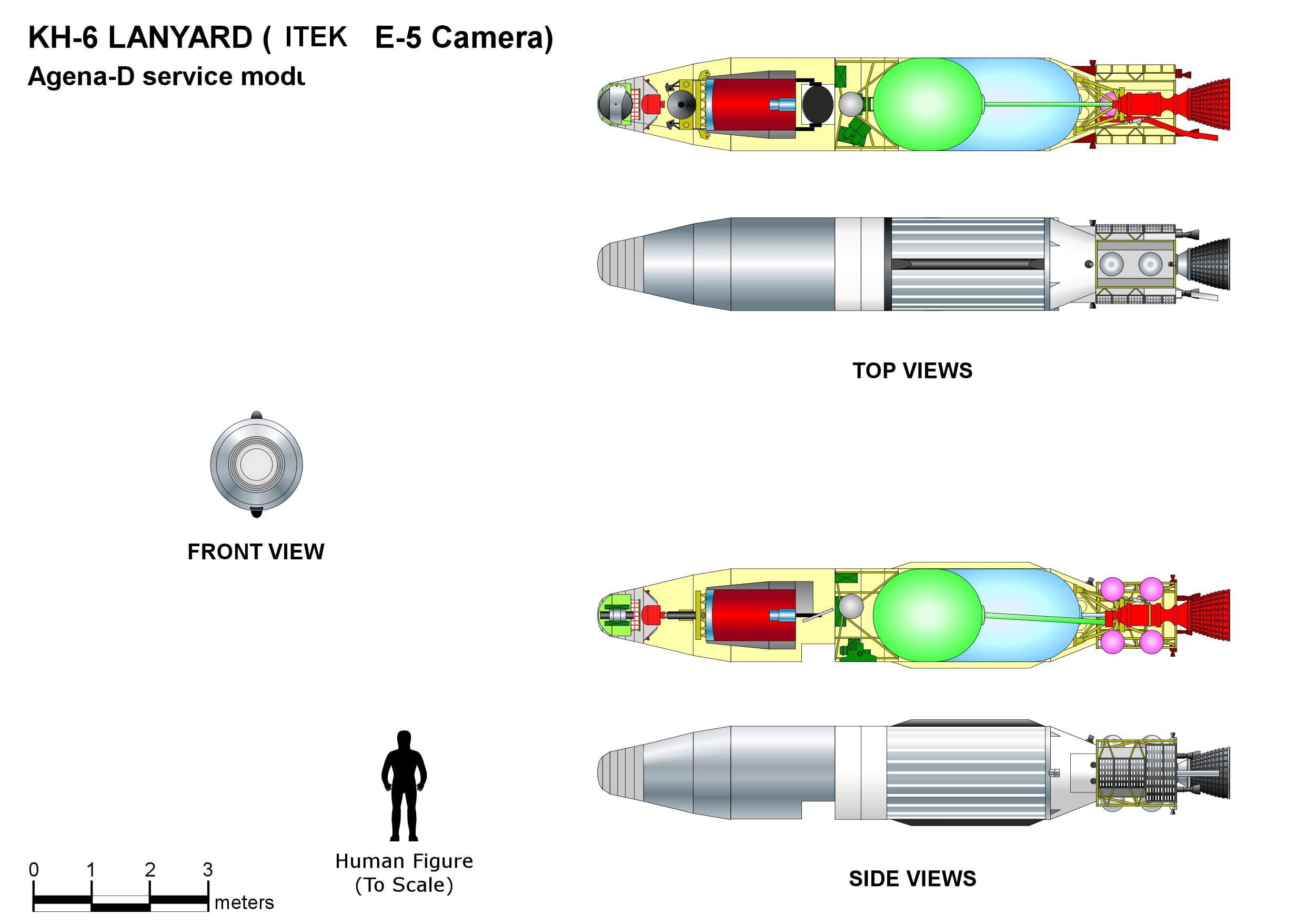
Vue orthographique d'un KH-6

La courte série de satellites de reconnaissance Keyhole 6 ou KH-6, de nom de code Lanyard, a été produite de mars à juillet 1963 par les États-Unis. Le projet fut rapidement mené afin d'imager un site soviétique suspecté d'héberger des missiles intercontinentaux ICBM, près de Tallinn.
Les satellites étaient munis d'une chambre photographique E-5, conçue à l'origine pour le programme Samos, qui fut annulé par la suite. Les clichés couvraient une région de 14 km sur 74, avec une résolution au sol de 1,8 m. Les satellites pesaient 1 500 kg et éjectaient le film exposé vers la terre via une capsule unique. Ils étaient mis sur orbite depuis Vandenberg Air Force Base par des lanceurs Thor-Agena.
Sur les trois satellites lancés, il y eut deux échecs.

## Satellites
- KH-6 8001 échec au lancement, le 1963-03-18 1963-F03
- KH-6 8002 lancé le 1963-05-18  1963-016A
- KH-6 8003 lancé le 1963-07-31 1963-032A